# Gonçalo Condeixa
Gonçalo Condeixa (n. Lisboa, 1967) é um escultor português.
Licenciado em Artes Plásticas (escultura) na Faculdade de Belas-Artes da Universidade de Lisboa.
Frequência do curso de Iniciação à Pintura do ARCO, do curso de Desenho da Sociedade Nacional de Belas Artes, do curso de Expressão Plástica e Psicologia do Desenvolvimento e Pedagogia Criativa do Centro de Arte Infantil (CAI) da Fundação Calouste Gulbenkian.
Profissionalizado pela Faculdade de Psicologia e Ciências da Educação da Universidade de Lisboa.
Professor do Quadro de Nomeação Definitiva da Escola Secundária Dr. Manuel Candeias Gonçalves, Odemira.
Sócio fundador da Sopa dos artistas, Associação local de Artistas Plásticos de Odemira.
Gonçalo Condeixa faz parte do Grupo de Artistas e Amigos da Arte (GART).

## Textos diversos
- 1995 - Medailles.

LA MEDAILLE PORTUGAISE: TENDANCES NOUVELLES DES ANNEES 1990, par Carlos Baptista da Silva.
La sélection des médailles réalisées par des artistes portugais et destinées à I'exposition FIDEM 94 a été faite compte de deux considérations:
1. la recherche des médailles tout récentes des artistes ayant déjà participé à des expositions FIDEM visait à représenter le processus du développement de ceux-ci, et
2. le choix de jeunes artistes ayant déjà fait preuve des qualités de leu r art se basait sur la nouveauté de ce qu'ils apportent dans ce domaine par rapport à une approche portugaise classique.	.
Les oeuvres de trois médailleurs ont ainsi été choisies à I'aide du Professeur Helder Batista qui enseigne la technologie de la médaille à la faculté des Beaux-Arts de l'Université de Lisbonne. Je vous présente sans aucun préjugé ces oeuvres représentant l'essentiel du matériel exposé.
Je commence par Gonçalo Condeixa. Sa création, traduction des souvenirs d'enfance en plaquettes de terre cuite reliées deux par deux au moyen de bagues de laiton fut intitulée História Trágico-Marítima ("Histoires maritimes tragiques"). Les formes en sont irréguliêres (deux étant à cinq faces et deux à sept) et les représentations faites par emboutissage sont entourées d'un cercle intérieur. Elles sont extraardinaires en ce qui concerne leur mouvement, l'ingéniosité dont elles témoignent et leur signification également. La terre cuite en tant que matiêre ne fait qu'augmenter la qualité d'une approche libre. Bien que ces piêces pourraient être réalisées aussi par coulage il se pose la question si un même résultat pourrait-il être obtenu en bronze. Elles sont des diptyques dont le thême est presque spirituel. Outre l'évocation des événements de l'enfance, elles présentent une certaine liaison à l'univers vi suei des cauchemars, qui se traduit par celles des rêves. C'est pourquoi le titre "Histoires maritimes tragiques" nous semble juste(...)
- 1997 - Galeria Ara.

O CAVALO- MITO, METÁFORA E IRONIA, por Carlos Neves Carvalho
Gonçalo Condeixa transmite- nos na sua obra a mesma ideia de frontalidade e nobreza que o caracteriza no diálogo mais diverso. Não é certamente por acaso que o tema do cavalo (e do touro) lhe venha da infância, ao que em vez da pedra, já por si atractiva, recorra aos restos - ao ferro velho - para, "num golpe de asa", nos trazer a magia do cavalo, como se ressurgisse das trevas (da ferrugem) a luz que animou a caminhada e a luta, reacendendo a memória e o sonho.
Obra a ver para além do olhar: não se fixe o mito, nem se deixe escapar a metáfora por detrás do conversor que transformou os óxidos em primário.
Reinvente- se as histórias, a partir dos desenhos e esculturas. Com ironia, e uma fugidia ternura.
Lisboa, 2 de Janeiro de 1998
A ESCULTURA DE GONÇALO CONDEIXA, por José La Féria.
Quando Deus quis criar o cavalo, disse ao vento sul: "Da tua substância criarei um novo ser que se tornará na glória dos meus eleitos, na vergonha dos meus inimigos, na indumentária dos meus servos". E tomando um punhado de vento, concebeu o cavalo e disse: "Criei- te único. Às crinas da tua fronte amarrei o êxito; sobre o teu dorso depus a riqueza dos despojos e, nos teus flancos, os tesouros do mundo". E mais: " trespassarei de amor por ti o coração do teu amo..."
Quando Adão foi chamado a nomear todas as criaturas aproximou- se do cavalo e disse- lhe: " Não há palavras que cheguem para descrever o teu esplendor. Não há palavras para dizer a tua beleza. Serás o Senhor do mundo terreno. Servi-lo-ás sem servidão. Aqueles que quiserem vencer- te deverão convencer- te primeiro e, pelos séculos dos séculos, serás o orgulho das civilizações vindouras. Sobre as tuas asas imaginárias transportarás os seus sonhos e, ao som do teu galope, os povos erguer- se- ão respondendo ao chamamento do Espaço".
Logo que o Homem se ergeu do chão e apanhou um pedaço de argila colorida, desenhou o cavalo nas paredes da sua gruta. Ali se configurava o princípio de um vínculo indestrutível. Cavalo e Cavaleiro atravessariam o tempo enfrentando juntos os mesmos desafios, as mesmas derrotas.
De artífice a artista, o Homem, à semelhança de Deus, soube sempre fazer qualquer coisa a partir do nada ou a partir dos mais estranhos materiais.
Momento mágico na escultura de Gonçalo Condeixa, estes metálicos retalhos domados à rédea solta por mão segura, do alto de uma sela imaginária onde a luz brilha mais e as sombras são mais profundas, talhando em línguas de fogo a mais bela criatura de Deus na emoção intacta de perfeitos instantâneos de graciosidade.
- 1999 - Galeria da Quinta da Piedade, C.M.Vila Franca de Xira.

Germinal em Yin e Yang ou o lápis da natureza de Gonçalo Condeixa ressumando a vida do ferro velho em ecos de foles ancestrais que nos transportam em amplos voos mergulhantes do ar à água, da água à terra, da terra ao fogo... e de retorno ao ar.
À medida que a imaginação concebe um corpo às formas das coisas desconhecidas, a mão rente do escultor empresta- lhe contornos, dando ao vazio e ao nada uma casa, um sentido e um nome.
Pairando eternamente por entre dois espaços vazios, a quintessência fugaz emerge da omnipresente preguiça para criar os céus e a terra e tudo o que está entre eles em seis dias: leveza, rapidez, exactidão, visibilidade, multiplicidade, consistência.
Nesses escassos momentos de ruptura com o bocejo da esparsa monotonia quotidiana emerge um deus, o que flui e cria, transforma e dá formas e cores ao grande princípio original, elevando o que é claro e luminoso para ser céu e solidificando o que é turvo e pesado até ser terra. É fácil a união dos materiais puros e finos e extremamente penosa a solidificação dos materiais pesados e turvos. Contudo, a força incandescente da paixão irrompe em fogo, a essência da força do fogo transforma- se em sol e a força da água transforma- se em lua.
E é assim que a mão embrionada morde o ferro, em ziguezagues de metal salgado e preto.
José La Féria
- 2004 - Galeria Gymnásio, C. M. Lisboa

"A escultura, suporte para a criação duma Biblioteca ambulante - são livros que numa mesa apresentam uma obra literária, um dicionário, ou uma enciclopédia. A modelação da pedra surge pela articulação das palavras, pelas frases que transmitem ideias. Aqui, à semelhança do que aconteceu com sua anterior proposta escultórica - o cabide - objecto que foi o pretexto, suporte de possíveis casacos, camisas, saias ou calças eram também, em metamorfose, cabides tornados peixes, touros, ou outros seres quaisquer. O livro em pedra é um móbil que viaja - uma biblioteca ambulante com livros que se descobrem ao serem "folheados". A mesa é o suporte dos seus livros em pedra e, é também em si, uma parte integrante desse campo expositivo. Trata- se duma instalação que, como essência, tem vontade de expressar, de ocupar letra a letra o seu espaço, numa mesa, que apresenta a palavra e cita Descartes: "... é coisa digna de nota que não há ninguém tão embrutecido e tão estúpido que não seja capaz de combinar diversas palavras e de compor com elas um discurso pelo qual exprima os seus pensamentos; isto não acontece com qualquer outro animal, por muito perfeito e afortunado que tenha sido"
Rui A. Pereira
- 2005 - Espaço Monsanto, C. M. Lisboa

Estamos perante a tentativa de criação de uma nova linguagem, com caracteres próprios e definidores da linguagem "anunciada". É este, portanto, o mote fulcral do trabalho apresentado por Gonçalo Condeixa: esculturas estruturadas pelo somatório das suas partes, com as suas formas construídas arrancadas ao ferro e que se repetem - um conjunto de caracteres que dão origem, segundo o seu autor, a um novo alfabeto, uma nova forma de representação escrita e escultórica. Pensando na origem dos alfabetos, nos inúmeros dialectos e formas de comunicação linguística, na escrita dos nossos dias, leva-nos a percorrer, cada um de nós com o seu próprio e complexo imaginário, a longa e magnificente história dos povos, e das civilizações perdidas, na marcha inexorável do tempo: Sabemos que, por exemplo, os primeiros sinais de palavras individuais, ou conceitos hoje conhecidos, se reportam à pré - história (3.300 a. C ), com os pictogramas, ideográficos; que na Mesopotâmia desenvolveu-se uma escrita ideográfica impressa em forma de cunhas - cuneiforme - construída em placas de barro; que no Egipto foram criados os hieróglifos: escrita hierática de símbolos pictográficos, nos entalhes sagrados, etc. Desde os sistemas mais antigos de representação até à escrita da nossa história recente, são incontáveis os sinais criados e de uma riqueza gráfica e comunicativa sem limites. Por outro lado, os suportes e canais de comunicação onde circula a informação escrita, ou oral, têm evoluído de forma imparável, desde a história do livro até à criação dos novos dispositivos de comunicação, sobretudo através da Internet. Por conseguinte, ao falarmos de Alfabetos, não podemos deixar de "olhar" para o mais profundo da longa história da humanidade e para os que não conseguiram, e foram muitos, preservar a sua cultura, a sua identidade. Não estaremos nós, também, a caminhar aceleradamente para a globalização dos códigos, dos alfabetos e da própria linguagem? Será que a língua portuguesa, tal como as outras, resistirá, no futuro, à pressão das que trazem no bojo o poder emanado do grande Império. Evolução! Dirão muitos, mas quantas línguas se extinguiram e quantas estão em risco de desaparecer? Quantos povos substituíram a sua língua por uma outra dominante, política e economicamente, no desenho do mapa-mundo dos estados que morrem e que nascem? Quantos impérios existiram até hoje? Quantas Ordens Internacionais hegemónicas? E com tão complexo quadro histórico o que aconteceria se não existissem também formas de comunicação perceptíveis - considerações, interrogações e exclamações que podem ser ditas e escritas?... A criação dum alfabeto, de Gonçalo Condeixa, surge segundo uma lógica evolutiva, que pretende reflectir a sua preocupação para os signos e, em especial, para com a palavra. No seu último trabalho o autor utiliza a mesa e o livro como agentes comunicativos: as mesas dos Livros - esculturas onde são representados dicionários, com as palavras, com os significados, com os sinónimos e, por analogia com os livros de papel, os livros com as palavras esculpidas, a comunicação vista e sentida como valor estético, como folhear duma identidade de valor incalculável. O seu novo alfabeto é, também em si mesmo, a ideia estruturante dos seus objectos: engloba a ideia da construção, através da criação dos ritmos criados pelas "bolachas" dos seus caracteres escritos, num caderno pautado pelas tubagens do ferro: nota musical numa pauta de música, uma escrita que tem como suporte a escultura, que também é grafia, ao revelar os diversos signos que são o desenho das letras do seu alfabeto. Gonçalo Condeixa utiliza o ferro, como material de eleição , na criação do seu alfabeto: material de uso quotidiano na indústria e na engenharia/ arquitectura. Esta circunstância aproxima- o, claramente, duma ideia construtivista e, nalgumas das suas peças, é notório um carácter arquitectural - maquetas para torres? No seu trabalho confluem harmoniosamente a escultura, a arquitectura, o design de equipamento e o design de comunicação. Quando designa está, naturalmente, a criar conceitos que, por sua vez, regulam os seus projectos, a sua forma de projectar os objectos comunicativos, a interdisciplinaridade desejada.
Rui Almeida Pereira
```
       GONÇALO CONDEIXA, O HOMEM QUE QUERIA SER BOI, por Fernando Évora.
```

	Esta história conheço-a de fonte segura:
	Quando era criança, ao menino Gonçalo Condeixa foi oferecido um touro de plástico. Um daqueles touros de plástico de brincadeira que propagandeavam o país de nuestros hermanos, e que repetiam, em dimensão de brinquedo, os colossais touros que se avistavam nas planícies espanholas. O Gonçalo ficou encantado pelo brinquedo. Tomou-lhe as linhas e sinuosidades e, porventura, apercebeu-se da dimensão prodigiosa que é uso as crianças aperceberem nos mais insuspeitos dos brinquedos. Crente da primordial religião animista infantil fez daquele toiro seu confidente e companheiro predileto, objeto de sua admiração. Não é caso para admirar: o Gonçalo vem dum tempo em que os brinquedos, porque mais raros, exerciam um fascínio prolongado nas crianças que lhes ficavam a conhecer profundamente as manias, as birras e, caso a houvesse, a nobreza de caráter. Suponho que esta última qualidade seria marcante naquele brinquedo em particular. A admiração pelo toiro espanhol foi de tal modo que, quando lhe perguntavam o queria ser quando fosse grande, a criança respondia que queria ser boi.
Ora, como podemos ver neste catálogo, o imaginário plástico do Gonçalo manifestou-se logo na infância. No período em queria ser boi e não artista. Esta característica que é marca do Gonçalo – chamar-lhe-ia, por comodidade, a plástica dos sorrisos francos -, poderia levar-nos à discussão do ovo e da galinha: será o Gonçalo, ainda hoje, um pintor, logo um homem, que nunca deixou de viver a sua infância e a sua arte é expressão da criança que foi? Ou, colocado da forma contrária: já na sua infância estava o Gonçalo marcado por este imaginário que é intemporal, porque a arte é assim mesmo, desafiadora das leis do tempo, e aquela revelação da plástica dos sorrisos francos, ocorrida no tempo em que queria ser boi, seria apenas uma manifestação precoce da dita grande arte que vive além e independentemente dos artistas? Seria uma discussão académica que nos elevaria a ilustres formulações eruditas, capazes de impressionar o leigo pela complexidade conceptual e lexical, porém estéreis. Até porque o escrevinhador destas palavras não está equipado como a utensilagem capaz de formular corretamente essas questões. O que lhe interessa – ao escrevinhador –, é o olhar do Gonçalo sobre o mundo. E arrisca-se mesmo o dito escrevinhador a gabar-se do seu conhecimento sobre este imaginário condeixiano, pois que trabalhou com o artista em vários projetos. E deixou-se sempre levar pela franqueza dos desenhos e ilustrações do Gonçalo. Ainda hoje tem o escrevinhador sobre o seu pc – instrumento de trabalho e não sigla – uma gravura do seu amigo. Nela está representado um anjo de sorriso franco. Tem-na aí para que o anjo o faça descer à terra dos Homens quando ele se sentir tentado a esguichos intelectualóides, armando-se em Deus das palavras e esquecendo a massa de que somos feitos. Porque afinal é essa a mais simples das características da obra do Gonçalo: a sua profunda humanidade. São as pessoas com os seus sorrisos francos que estão ali, quase desnudas, revelando-se ao mundo dos que olham para os quadros. E é raro (eu, pelo menos, nunca o atingi) perceber maldade em algum dos representados pelo Gonçalo. Todas as pessoas – e aqui incluo os animais e objetos que ganham, na sua representação, dimensão humana, tal como os brinquedos da nossa infância – todas as pessoas são genuínas. Porque se o Gonçalo Condeixa não veio a ser boi, como queria, pelo menos herdou do seu amigo a grande nobreza de caráter que estende a todos os que o rodeiam. Na vida, como na arte. E, de algum modo, o desejo da criança tornou-se verdade no que era a sua essência. Afinal o desejo cumpriu-se, à sua maneira. Verdade, Gonçalo?

## Exposições Colectivas
- 1991 - Expo alunos da ESBAL - Animação do Chiado.
- 1992 - JOVarte no Centro Culrural da Malaposta, Loures.
- 1992 - Expo alunos da ESBAL, Paços do Concelho da C.M.Lisboa.
- 1993 - Concurso “Jovens escultores”, Fátima.
- 1993 - “Gravura e escultura” na Galeria da C.M.Almada.
- 1993 - “Exposição de ar livre” nos Jardins da C.M.da Amadora.
- 1993 - “Arte para além do espaço urbano”, Cooperativa de Habitação de Alverca (C.H.A.S.A).
- 1994 -” Os jovens e a arte” na galeria da C.M. da Amadora.
- 1994 - XXIV Fidem – Congresso e exposição internacional de medalhística, Budapeste/Hungria.
- 1994 - “Mar e motivos marítimos”, na Academia da Marinha, Lisboa.
- 1995 - Expo colectiva “Pintura e escultura”, na galeria da C.M. de Almada;
- 1995 - Living Sculpture with Duncan Whiteman, na Fundação Calouste Gulbenkian, Lisboa.
- 1995 - Xilogravura um processo desmultiplicador - acção pedagógica sob orientação de Maria Irene Ribeiro.
- 1995 - Bienal Internacional de escultura e desenho das Caldas da Rainha.
- 1995 - IIIª Bienal de Arte do Sabugal - IIª Internacional de Sabugal e Ciudad Rodrigo.
- 1995 - “Jovens e a arte”, na galeria da C.M. da Amadora.
- 1995 - Arte jovem, na Galeria da C.M. de Vila Franca de Xira.
- 1996 - Bienal de arte de Vendas Novas.
- 1997 - F.A.C. - Feira de Arte Contemporânea, na F.I.L - Galeria Ara.
- 1998 - IIº Simpósio de escultura em ferro de Abrantes, Galeria Municipal de Abrantes.
- 1998 - Prémio Edinfor “Aldeia Global”, na Galeria do Casino do Estoril.
- 1999 - X Bienal internacional de Vila Nova de Cerveira.
- 2002 - Módulo 2,5 X 2,5 X 2,5, Parque de Feiras e Exposições, Beja.
- 2002 - Quinta do Arco-íris, Seladinhas, S. Teotónio.
- 2002 - FACECO, S. Teotónio, Odemira.
- 2002 - Feira de Arte e artesanato, Mercado Municipal de Odemira.
- 2003 – “Penetrações”, Lisboa.
- 2003 - “Camas” no Hospital Júlio de Matos, Lisboa.
- 2003 - “Quatro elementos”, Sopa dos Artistas, Mercado Municipal de Odemira.
- 2003 - FACECO, S. Teotónio, Odemira.
- 2003 - Feira de Arte e artesanato, Mercado Municipal de Odemira.
- 2004 –“Mulheres”, exposição da Sopa dos Artistas, Mercado Municipal de Odemira.
- 2004 - Gravura e escultura, Galeria Gymnásio, C. M. Lisboa.
- 2004 - Sopa dos Artistas no Verão cultural de Pfaffenhofen, Alemanha.
- 2004 - FACECO, S. Teotónio, Odemira.
- 2004 - Feira de Arte e artesanato, Mercado Municipal de Odemira.
- 2005 – Sopa dos artistas – Biblioteca Municipal da Moita.
- 2005 - Reencontros - 10 anos do Museu Jorge Vieira, Galeria dos Escudeiros, C. M. Beja.
- 2005 - XIV - Galeria Aberta, Museu Jorge Vieira, Casa das artes, Beja.
- 2006 - Corrente d`arte, Lisboa.
- 2006 - Iº Simpósio Internacional de Escultura de Odemira.
- 2008 - IIº Simpósio Internacional de Escultura de Odemira

## Exposições individuais
- 1995 - Galeria Gymnásio, C. M. Lisboa.
- 1998 - Galeria Ara, Lisboa.
- 1999 - Quinta da Piedade, C.M.Vila Franca de Xira
- 2001 – Casa das artes, Museu Jorge Vieira, C. M. Beja.
- 2001 - Galeria de Santa Clara, Coimbra.
- 2003 – Galeria Espaço Aberto, Évora.
- 2005 – Espaço Monsanto, C. M. Lisboa.
- 2006 - Galeria do Mercado Municipal de Odemira.

## Arte em espaços públicos
- 1997 - Diálogo tauromáquico, conjunto escultórico, Pousada D. Afonso II, Castelo de Alcácer do Sal.
- 1998 - 1 tigre, 2 tigres, 3 tigres, Jardins da Câmara Municipal de Abrantes.
- 2002/03- Execução dos Prémios/ Esculturas para o Iº e IIº Concurso Anual “Boas Práticas de Modernização Administrativa Autárquica, Ministério do Ambiente e do Ordenamento do Território.
- 2004 - Projecto e execução da pintura de um muro de suporte, REFER, Vale Pereiro, Grândola.
- 2004 - Projecto e execução da pintura e escultura de um muro de suporte, passagem subterrânea e pedonal, REFER, Ermidas do Sado, Santiago do Cacém.
- 2006 - Casa da música, Odemira

## Prémios
- 1993 - menção honrosa (concurso "Os jovens e a arte" da Câmara Municipal da Amadora).
- 1993 - 2º prémio (concurso "Arte para além do espaço urbano" - Alverca).
- 1995 - menção honrosa (concurso "Arte jovem" da câmara Municipal de vila Franca de Xira)
- 1995 - prémio de aquisição (concurso "Os jovens e a arte" da Câmara Municipal da Amadora).
- 1997 - prémio de participação a convite da I.N.C.M para a face portuguesa da moeda do Euro.
- 2004 - Vencedor em Concurso público - Projecto para tratamento cromático do muro da REFER, Vale Pereiro, Grândola.
- 2005 - 2º prémio da XIV Galeria Aberta, Concurso/ Exposição, Museu Jorge Vieira, Casa das artes, Beja.
- 2007 - Menção Honrosa na XV Galeria Aberta, Concurso/ Exposição, Museu Jorge Vieira, Casa das artes,Casa sa Cultura, Beja.
- 2008 - 1º Prémio no IIº Simpósio Internacional de Escultura de Odemira

## Outros
- Desenho técnico para o livro “Explorando a matemática” - 7º ano, Edições Rumo, Lda;
- Réplica dos baixos relevos do Leopoldo de Almeida à escala 1/100 para a maqueta do cinema Eden - Exposição sobre Cassiano Branco, Cinema Eden, Lisboa.
- Réplica da espada de Fernão Lopo Pacheco (Sé de Lisboa), para o Museu Militar.
- Esculturas para o cenário da peça “Um erro sem importância”, texto e encenação Alexandre Lyra Leite, Inestética Companhia Teatral, INATEL – Teatro da Trindade, Sala Estúdio, 18 a 28 de Junho de 1998;
- Criação de uma imagem turística para o Concelho de Odemira. Desenhos gráficos das vilas e aldeias.
- Capa e contra capa do livro Como se de uma fábula se tratasse de Fernando Évora
- Ilustração do livro infantil "O Mosquito Zé Cantante vai à FACECO",texto de Fernando Évora, Edição da Câmara Municipal de Odemira.
- Ilustração do livro Infantil " Os animais do nosso Concelho", texto de Fernando Évora, Edição da Câmara Municipal de Odemira.
- Capa, contra capa e ilustração do livro Histórias ao serão, de Fernando Almeida.
- "Bordar é escrever com sangue". Pintura e desenho de Lençóis com beterraba, posteriormente bordados por um grupo de 30 bordadeiras de Odemira. O Museu somos todos, Um pequeno festival para Odemira, projeto cultural de Madalena Victorino.